# Chris Durán
Christian Calderín (Dieppe, 25 de mayo de 1975), más conocido como Chris Durán, es un cantautor hispano-francés nacionalizado brasileño de música cristiana contemporánea. Actualmente está radicado en Río de Janeiro, Brasil y es pastor evangélico carismático.

## Biografía
Chris Durán nació en la ciudad marítima de Dieppe el 25 de mayo de 1975, hijo de padre francés y de madre española, originaria de las Islas Canarias, además tiene tres hermanos. Su infancia, su adolescencia y su educación ha transcurrido la mayor parte en su país Francia a lado de su familia. Tras cumplir la mayoría de edad se trasladó a España, allí inicia su carrera musical y en el modelaje y después se trasladó a la Argentina, para continuar con su formación profesional. Más adelante reside en Miami, Florida, Estados Unidos y Brasil.

## Carrera artística
Comenzó a trabajar como modelo publicitario, en 1997 es descubierto por el productor argentino Roberto Livi, por medio de un "casting" de modelos que debutaban en España y donde tuvo que demostrar su talento en el canto. Livi es quien produjo su primer álbum discográfico.
El 31 de marzo de 1998, lanzó al mercado su álbum debut de estudio homónimo titulado Chris Durán en los estudios Criteria de la ciudad de Miami, Florida. donde empezó a radicar. Sus primeros sencillos «Te perdí», «Si ella viniera», «Baila, baila» y «Cuando hay pasión» causaron sensación en los Estados Unidos, España e Hispanoamérica.
En 2000, interviene en importantes programas de televisión tales como El gordo y la flaca, Sábado gigante, Control, Onda Max, Sábado sensacional, Cristina, Primer Impacto, Edición Especial, Al Fin de Semana, etc.
En 2001 inicia su gira promocional en Latinoamérica, y en 2002, canta su canción «Niña bonita».
En 2003, Chris sufre un accidente automovilístico en Chile, mientras se encontraba en una gira promocional; para reponerse, Chris pasó una temporada de tres meses en su Francia natal; una vez recuperado de este trágico accidente, retorna a Miami para continuar con su carrera artística.
Tras este episodio Chris tuvo una conversión al evangelismo. Tiempo después, ya radicado en Brasil publicó en 2004 su primer CD religioso titulado Reverência. Este fue sucedido por el álbum Renúncia, con influencias de canto congregacional y sonido pop. En 2006, lanzó un CD y DVD en vivo con canciones de sus dos primeros trabajos, llamado Chris Durán Ao Vivo.
En 2007, amplia los proyectos de su carrera grabando el álbum Dá-me Almas lanzado de forma independiente. Este lo produjo el guitarrista y productor Brando Vianna y fue nominado en 2008 en la categoría Mejor álbum independiente en el premio Troféu Talento.
A finales de 2008, firmó contrato con la discográfica Graça Music y, al año siguiente, grabó su primer CD religioso totalmente en francés Alliance - Chris Durán live in Bercy Paris, con canciones traducidas al francés.
En 2010, lanzó Meu Encontro, que incluye una versión de la canción "Voice of Truth" de Casting Crowns. El video musical de la canción "Luz do Mundo", tuvo gran repercursión teniendo más de 250 mil visualizaciones en 8 meses. Gracias a este álbum, el cantante recibió un disco de oro por vender más de cuarenta mil copias. Grabó dos canciones que aparecieron en el DVD Rit Acústico - Ao Vivo en el que también participan André Valadão, Trazendo a Arca, Dany Grace, Marquinhos Gomes entre otros artistas evangélicos.
En 2012, acordó su contrato con Som Livre. Posteriormente, lanzó la colección Minhas Canções y el álbum Entrega durante el evento Expocristã.
En 2016, lanzó el álbum Eloim por la discográfica carioca MK Music.

## Vida personal
Actualmente Chris es una persona con profundas creencias religiosas que ha abandonado el éxito y la fama para dedicarse a Dios. En su página web oficial afirma: "...Puedo decir que actualmente la música ocupa un 40% de mi Ministerio. Lo restante es precedido por la administración de la Palabra, cura y salvación". Predica en la religión evangélica y vive en Brasil.
Está casado con Poliane y juntos tienen una hija llamada Esther. En 2009 Chris ha sacado una nueva producción discográfico, un CD góspel totalmente cantado en francés con la canción titulada "Alliance - Chris Duran live in Bercy Paris", con canciones consagradas bajo el góspel español traducidas para el mercado francoparlante. Este disco ha sido producido independientemente y grabado en estudio por el productor musical Marco Santos en Petrópolis-RJ.

## Discografía
- Chris Durán (1998)
- Why (2001)
- Reverencia (2004)
- Renúncia, (2005)
- Chris Durán Au Vivo (2006)
- Dá-me Almas (2007)
- Alliance - Chris Duran live in Bercy Paris (2009)
- Meu Encontro (2010)
- Minhas Canções (2012)
- Entrega (2012)
- Eloim (2016)
- Eloim em Foz do Iguaçu (2018)